# Сала (стадіон)
Стадіон Сала (івр. אצטדיון סלה) — спортивний стадіон в Ашкелоні, Ізраїль. Стадіон вміщує 5250 глядачів і є домашнім майданчиком для Хапоеля (Ашкелон) і Хапоель Шимшон Ашкелон.

## Історія
Зараз стадіон містить 5250 місць, дозволених до використання: 3100 з них на головній трибуні, 2000 на південній трибуні та 150 на почесній трибуні. За оцінками, північна трибуна має близько 2500 невикористаних місць.
У сезоні 2001/2002 на стадіоні проводила свої домашні ігри команда «Маккабі» (Кір'ят-Гат), оскільки її домашній стадіон не відповідав критеріям Прем'єр-ліги.
29 грудня 2008 року, незадовго до тренування, стадіон був уражений ракетою «Град», випущеною з Сектора Газа. Ракета впала в штрафну площу.
У грудні 2020 року муніципалітет Ашкелона вирішив перенести стадіон на північ міста та побудувати на його місці зелений парк.

## Галерея

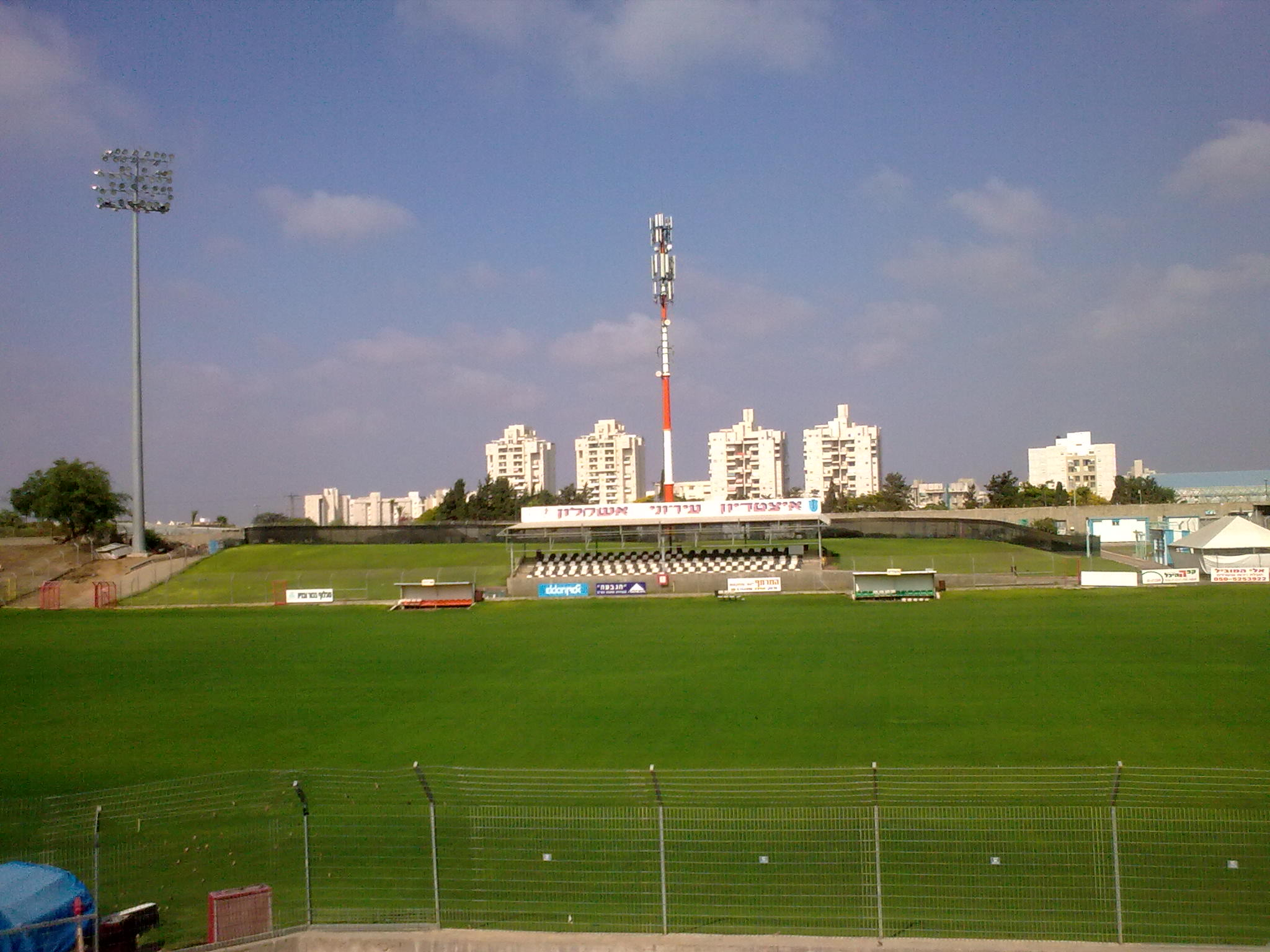
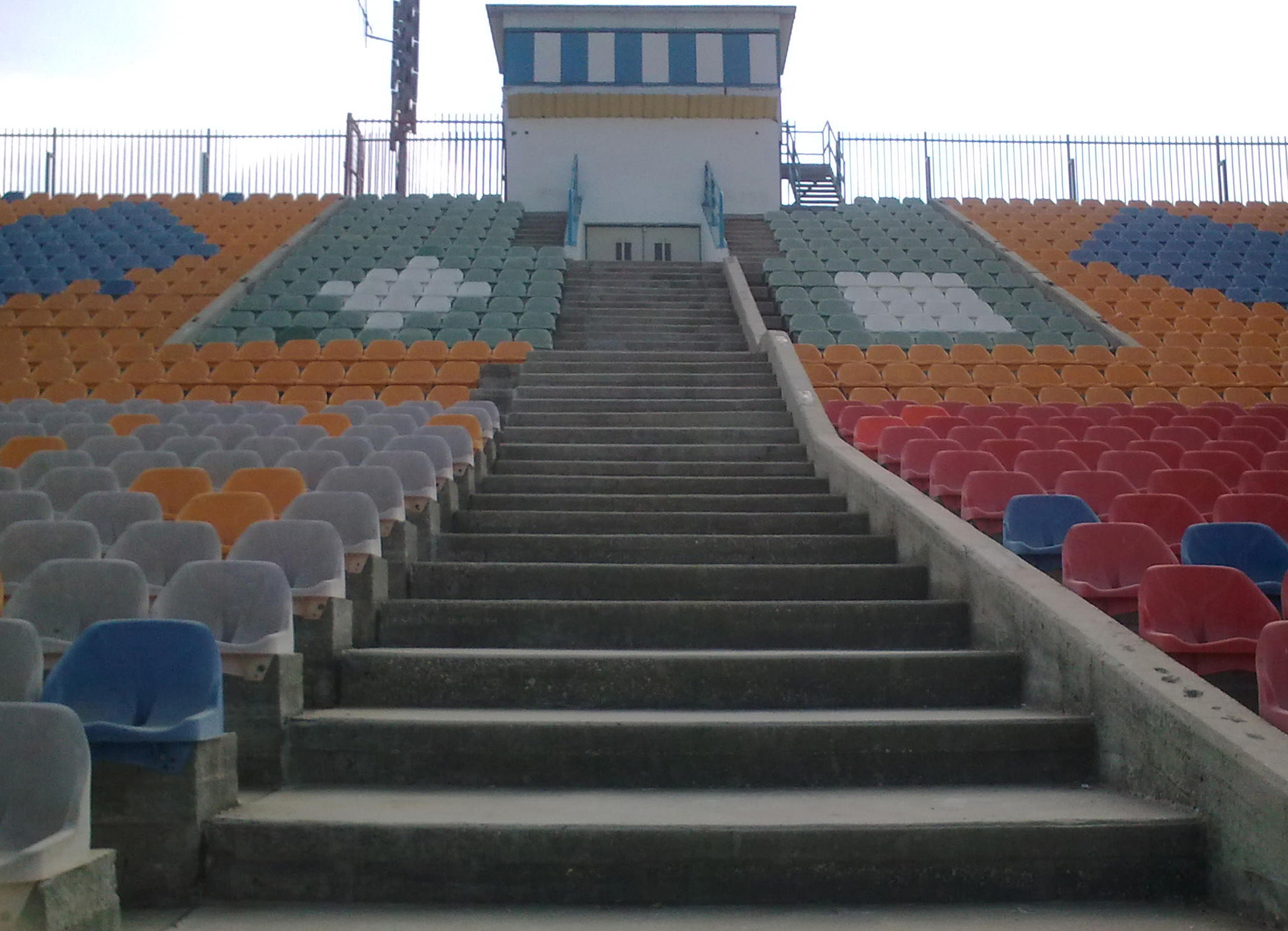
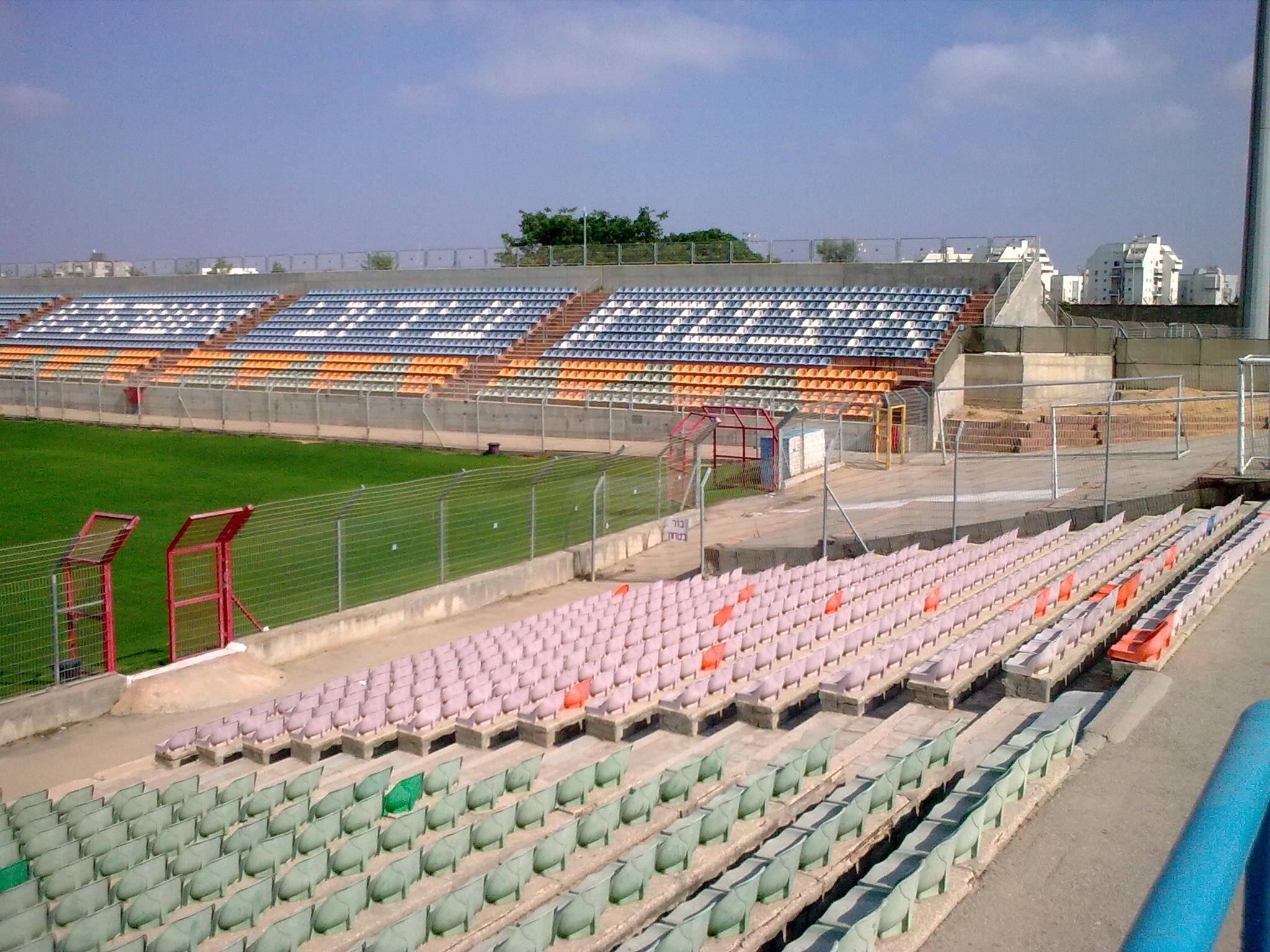
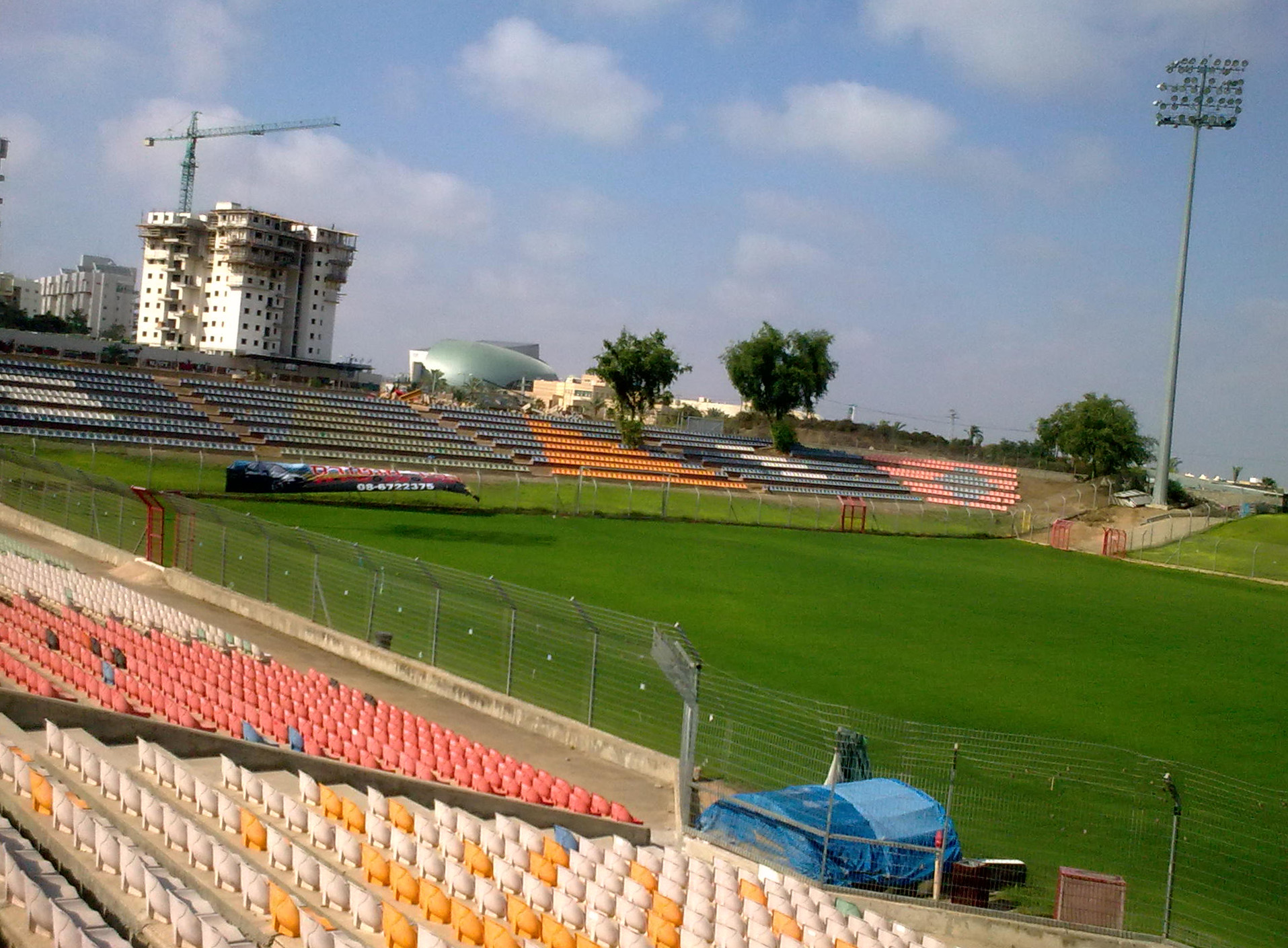
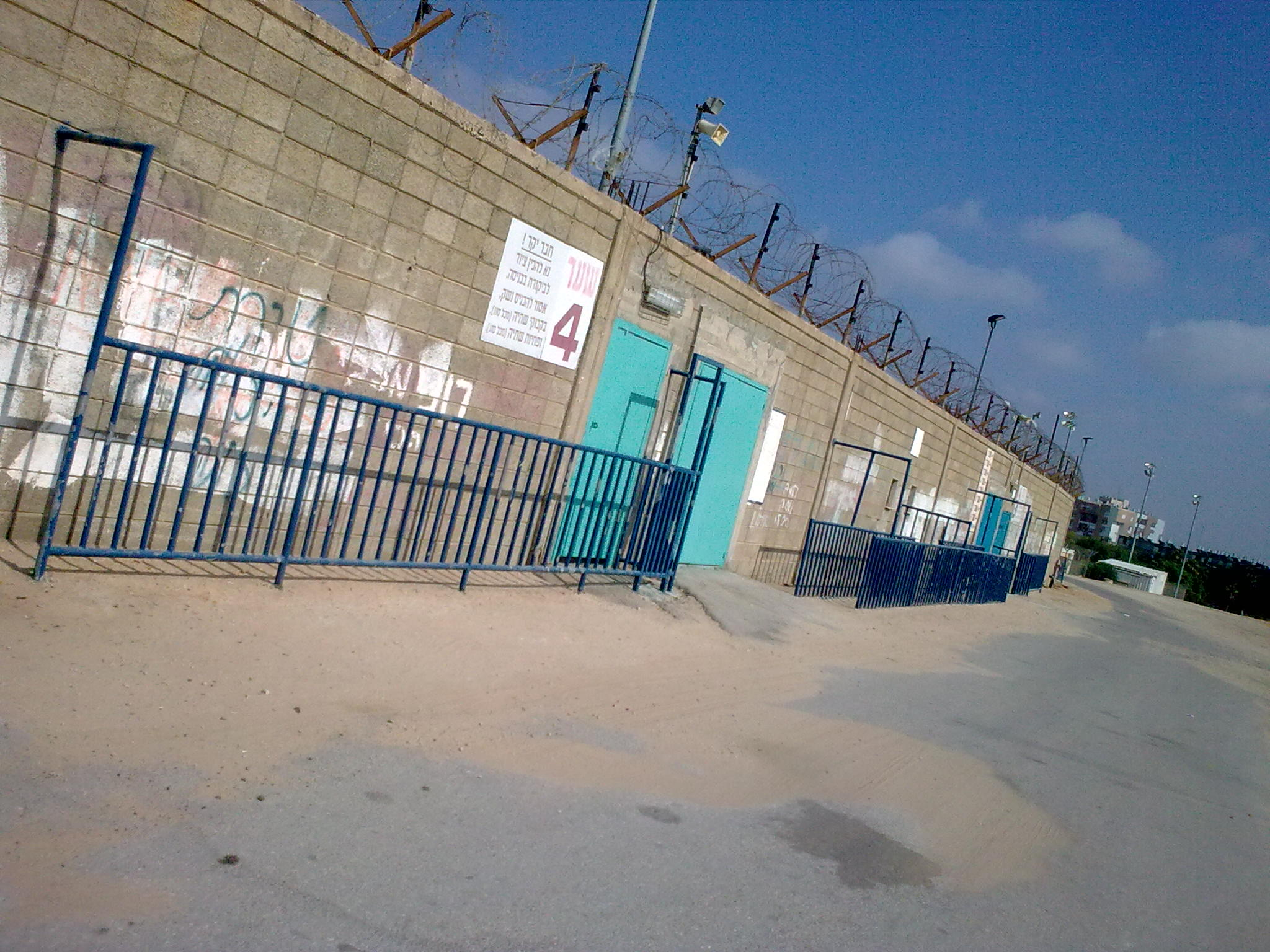